# Egyházaskozár
Egyházaskozár (bis 1934 Ráckozár) ist eine ungarische Gemeinde im Kreis Komló im Komitat Baranya.

## Geografische Lage
Egyházaskozár liegt 29 Kilometer nordöstlich des Komitatssitzes Pécs und 16 Kilometer nordöstlich der Kreisstadt Komló an dem Kanal Hábi-csatorna. Nachbargemeinden sind Bikal, Nagyhajmás, Mekényes, Szárász, Tófű und Hegyhátmaróc.

## Geschichte
Im Jahr 1913 gab es in der damaligen Kleingemeinde 226 Häuser und 1305 Einwohner auf einer Fläche von 4247  Katastraljochen. Sie gehörte zu dieser Zeit zum Bezirk Hegyhát im Komitat Baranya.

## Sehenswürdigkeiten
- 1848er-Denkmal mit Turul, erschaffen von Pál Farkas
- Baptistische Kirche
- Evangelische Kirche, erbaut 1783–1786 im barocken Stil
- Römisch-katholische Kirche Szent István király, erbaut um
- Weltkriegsdenkmal

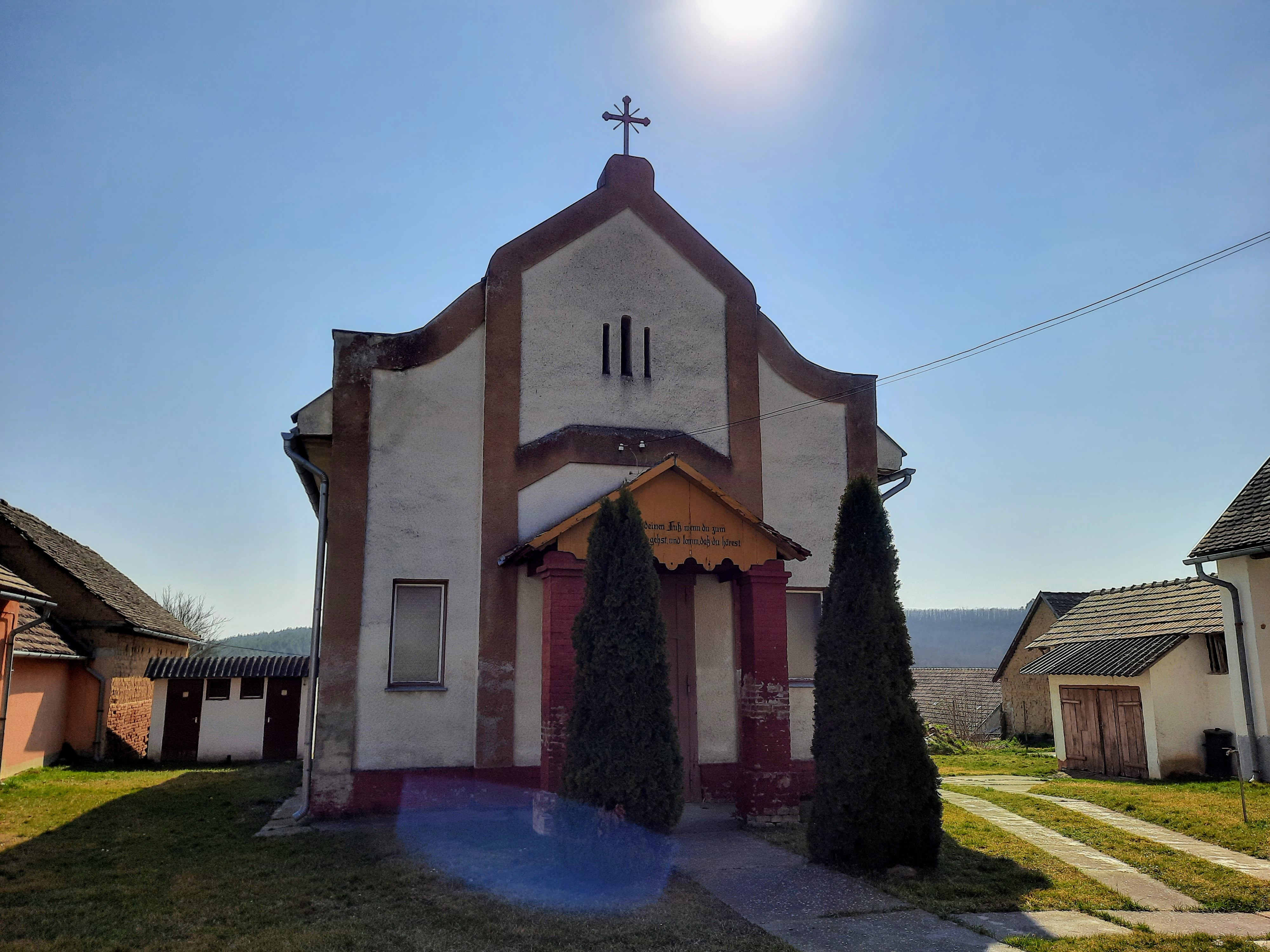
Baptistische Kirche
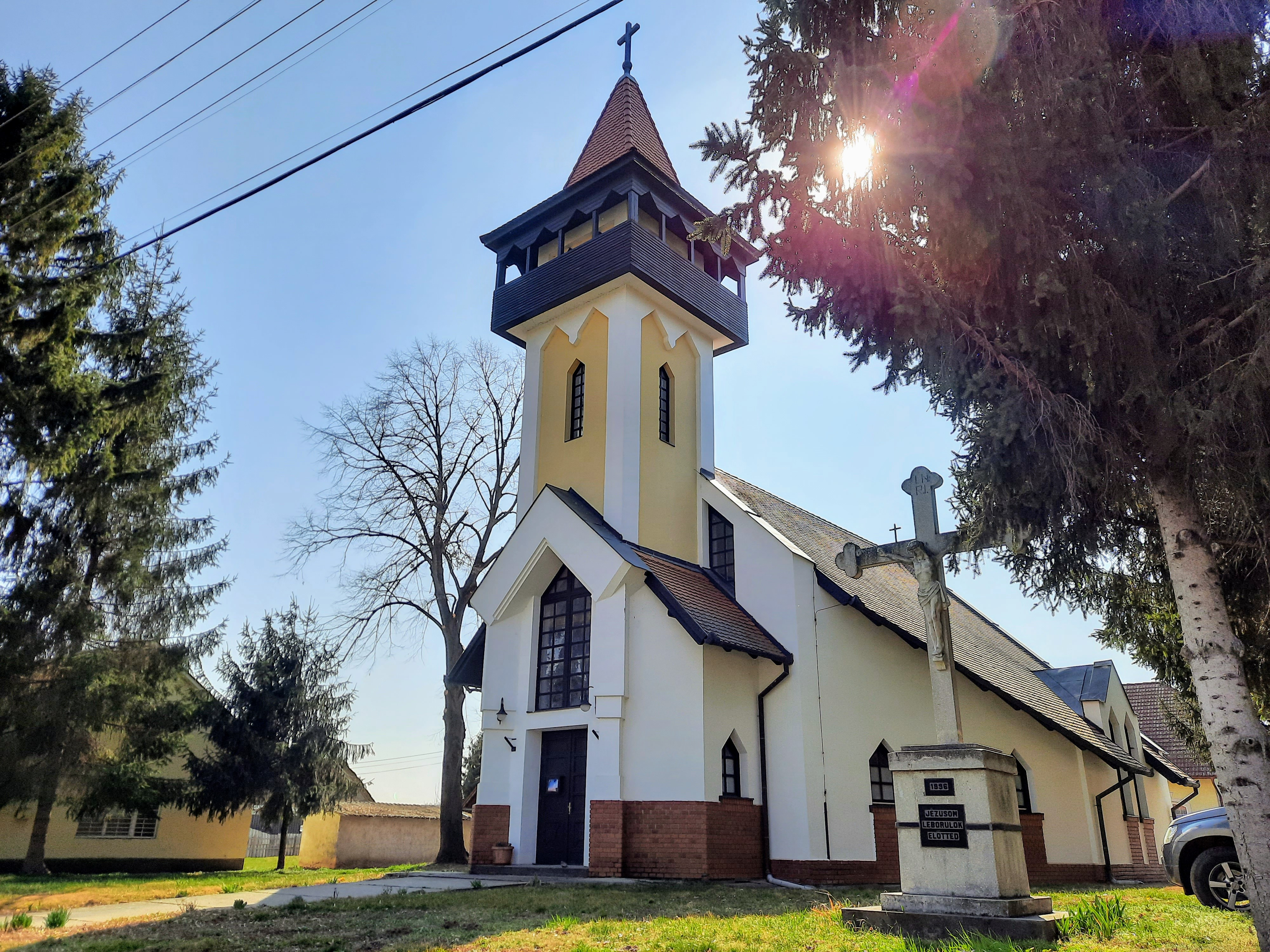
Römisch-katholische Kirche Szent István király
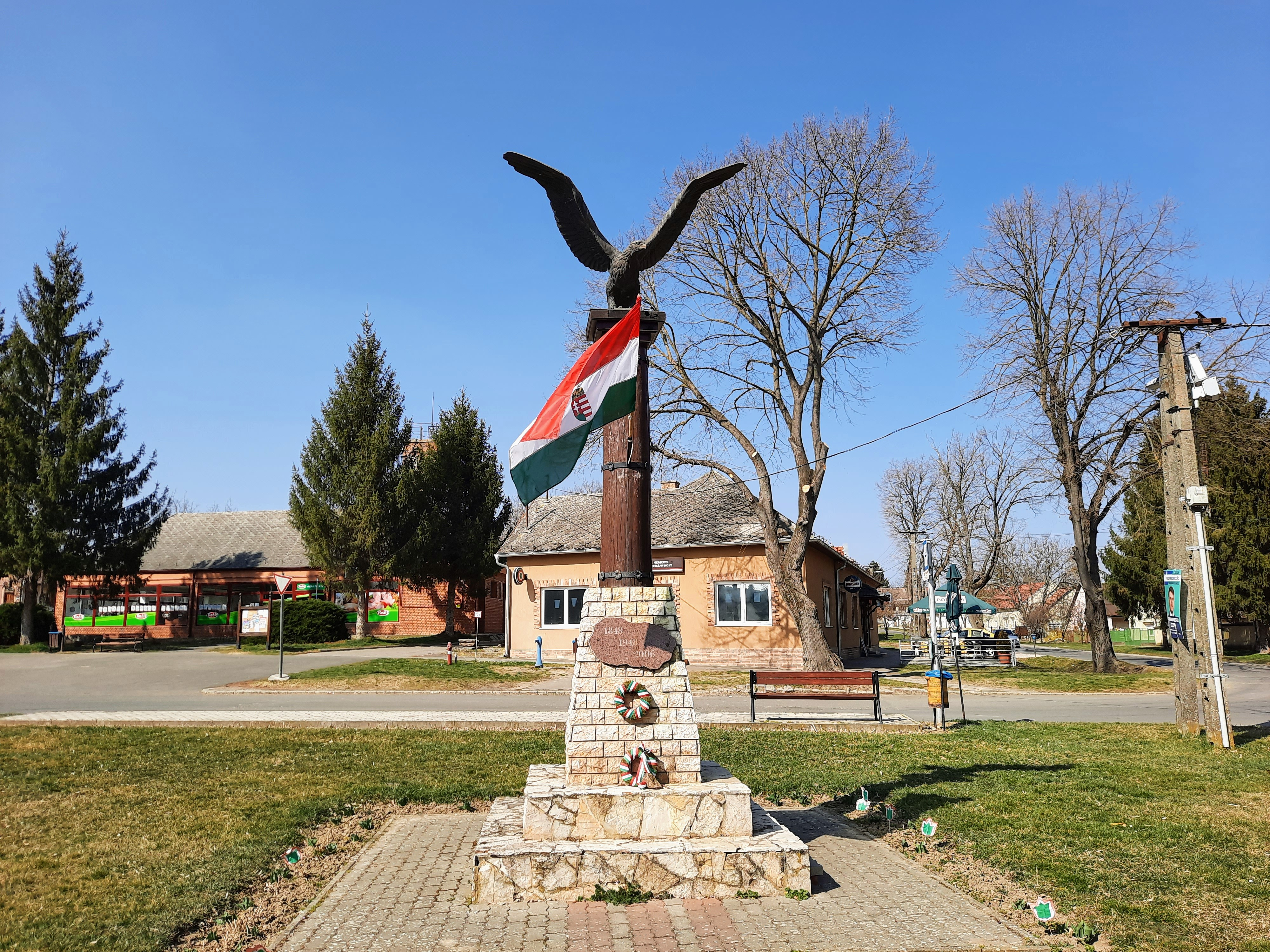
1848er-Denkmal mit Turul

## Verkehr
Durch Egyházaskozár verläuft die Landstraße Nr. 6534. Es bestehen Busverbindungen über Mágocs nach Dombóvár sowie über Tófű nach Szászvár, wo sich der nächstgelegene Bahnhof befindet.